# إس. أ. دايفيد
إس. أ. دايفيد هو مهندس معماري سريلانكي، ولد في 24 أبريل 1924، وتوفي في 11 أكتوبر 2015 في كيلينوتشي ‏ في سريلانكا.